# Ohr liest mit
Ohr liest mit ist ein Konzept zur Lese- und Hörförderung des Börsenvereins des Deutschen Buchhandels, in dem sich Kinder und Jugendliche über einen längeren Zeitraum kreativ mit Literatur beschäftigen und daraus kurze Hörstücke produzieren können. Der Wettbewerb soll Kinder und Jugendliche animieren, Gelesenes oder selbst Geschriebenes in etwas Hörbares zu verwandeln, also selbst zum Produzenten eines Hörstücks zu werden.

## Ziel des Wettbewerbs
Durch die intensive und kreative Beschäftigung mit Texten und Sprache soll die Sprach- und Zuhörfähigkeit als Basis von Wahrnehmung, Vermittlung und Kommunikation, sowie Medienkompetenz und Teamfähigkeit vermittelt und gefördert werden.

## Teilnahme und Wettbewerbsidee
Zur aktiven Teilnahme lesen Kinder und Jugendliche ein Buch zum jährlich wechselnden Thema des Wettbewerbs und setzen ihre Lektüre in ein Hörspiel um oder machen sie zur Basis eines Features. Grundlage kann ebenso eine selbst geschriebene Geschichte sein. Gegenstand der Projektarbeit ist also entweder die Inszenierung einer Buchpassage als Hörstück oder die Erarbeitung und Umsetzung eines eigenen journalistischen Beitrags. Ausgangspunkt der Aufnahme ist jeweils ein Manuskript, das zusammen mit dem Resultat eingereicht wird. Literatur wird so kreativ im Medienverbund weiter entwickelt und für andere hörbar gemacht. Aus dem persönlichen Leseerlebnis entsteht ein gestalterisches Teamwork, das einer breiteren Öffentlichkeit zugänglich wird.
Die Hörstücke sollten eine Länge von sieben Minuten nicht überschreiten und einen deutlichen Bezug zu einem jährlichen Thema aufweisen. Mitmachen können Kinder und Jugendliche bis 16 Jahre.

## Themen
- 2005: Blick in die Zukunft – Was passiert morgen?
- 2006: Wie lebt man woanders? – Hör dich mal um!
- 2007: FamilienBande – Wie wollen wir leben?
- 2008: Gibt’s doch gar nicht – Feen, Drachen, Monster & Co.
- 2009: Stadt, Land, Fluß – spielt die Umwelt mit?

## Jury und Preise
Die Ohr liest mit-Jury besteht aus Schauspielern, Sportlern, Sprechern, Fernseh- und Radiomoderatoren oder Verlagsmitarbeitern, die auf persönliche Weise einen Zugang zum Sprechen, Lesen und Hören von Geschichten haben. Die Kriterien für die Beurteilung der Hörstücke sind:
- Originalität und Kreativität
- Eigenständigkeit und Teamwork
- Schlüssigkeit und Authentizität
- Bezug zum Thema und zur Lektüre

Die Beurteilung der Wettbewerbsbeiträge wird in zwei Kategorien für die Altersstufen 6 bis 10 Jahre und 11 bis 16 Jahre vorgenommen.